# 박채경
박채경(박고은, 1988년 1월 1일~)은 대한민국의 배우이자 모델이다. 전라북도 순창군 출신이다.

## 연기 활동

### 영화
- 2014년 《군도:민란의시대》 조윤생모 역

### 드라마
- 2007년 《못말리는 결혼》 구미호 역
- 2007년 《드라마시티 - 무공족구외전》
- 2007년 《아이 엠 샘》 민사강 역
- 2007년 《MBC 베스트극장 - 드리머즈》

### 광고
- 2006년 《아시아나항공》
- 2006년 《왕뚜껑》
- 2006년 《SK텔레콤》
- 2007년 《이원건설》
- 2007년 《나드리 화장품》

## 기타
- 2018년 11월 음주운전으로 적발되었다.